# Форсайт (окръг, Северна Каролина)
Окръг Форсайт (на английски: Forsyth County) е окръг в щата Северна Каролина, Съединени американски щати. Площта му е 1070 km², а населението – 371 511 души (2016). Административен център е град Уинстън-Сейлъм.